# 極速星舞
《極速星舞》（原文：HIGHSPEED Étoile）是一部以賽車為題材的日本原創電視動畫作品，於2024年4月至6月播放。評論員對動畫評價負面，批評集中在角色塑造、劇情演出等方面。

## 故事大綱
近未來的日本作為故事舞台，使用以新能源「Hybrid Performance Exceed Reacter（通稱：HyPER）」為動力的賽車，展開最高時速突破500公里（500km／h）的次世代競速的「NEX Race」。最新的技術確保了賽事的安全性，使世界各地的賽車場上產生了翻天覆地的變化。描述本來有著芭蕾舞夢想的少女輪堂凜，卻意外的踏入了競速的世界，故事就此展開。

## 登場角色
輪堂凜（／ Rindō Rin）
配音：和泉風花
她是曾經立志成為芭蕾舞者的少女，因受傷而受挫，不得不放棄夢想，在祖母家過著打遊戲的生活。不知不覺中，突然被扔進了賽車的世界裡。第七话当中由于在ami的倒计时结束前开启加速器导致赛车打滑受损，无缘首座冠军奖杯。
淺河彼方（／ Asakawa Kanata）
配音：日笠陽子
她和凜、永遠是學校的同學。能夠把作為室內派的凜和永遠帶出門，她熱血且速度極快，所以行動力極強，但也有著容易崩潰時脆弱的一面。
小町永遠（／ Komachi Towa）
配音：井澤詩織
她從小接受著英才教育而成長的少女，其實力也廣受認可。並已證明了自己的能力，但除了賽車比賽之外，她對任何事情都一無所知，也沒有朋友。興趣是獨自遊玩桌遊。
蘇菲亞·布萊特·時任（／ Sofia Buraianto Tokitō，Sofia Bryant Tokitou）
配音：堀江由衣
美日混血的女性車手，她與愛麗絲是同期。有著曾在實戰中表現漂浮不定，而調降為替補車手的過去。只要運氣好就能夠發揮出無與倫比的實力。
劉悠然（／ Ryū yōran）
配音：諏訪彩花
一位才華洋溢的年輕車手。她個性堅忍，性格十分禁慾克己，也時刻努力追求完美。雖然看起來很安靜，但意外是個大胃王。
艾莉絲·莎瑪伍德（ Arisu Samāuddo，Alice Summerwood）
配音：水樹奈奈
以壓倒性的勝率而自豪，人稱「QUEEN」。性格自由奔放，用狂野的氣勢奪得了粉絲們的心。
理查·帕克（ Richādo Pākā，Richard Parker）
配音：松田健一郎
以冷靜的性格與穩定的成績，而廣受好評的老牌車手。「QUEEN」的勝利往往也是在他的協助下獲得的。
羅倫佐·M·薩爾瓦托雷（ Rorentsuo M. Saruvuatōre，Lorenzo M. Salvatore）
配音：鳥海浩輔
擁有著作為車手的所有必要條件，完美的絕對王者。被尊稱為「KING」。私底下能看到其作為關心孩子的父親一面。
神樂千登世（ Kagura Chitose）
配音：井上麻里奈
凛所在队伍（武战）的代监督，第六话揭示她和日向光莉都拥有魔鬼与天使的双重性格。
日向源治郎（ Hinata Genjirō）
配音：小山剛志
武战车队的整备师，光莉的祖父，同时也是轮堂（凛的祖母）和理查·帕克的在跑车赛时期的前队友。
日向光莉（／ Hinata Hikari）
配音：船戶百合繪
闪耀之星的雙子虛擬偶像。用歌聲和舞蹈活躍了比賽現場。现实生活中的光莉是武战车队的看板娘，同时会帮助他们设计训练课程。另外根据设定，光莉和凛是←♥→（即女性同性恋）的关系。
九頭龍明莉（／ Kuzuryū Akari）
配音：內田秀
闪耀之星的雙子虛擬偶像。用歌聲和舞蹈活躍了比賽現場。现实生活中的明莉是武战车队的老板九头龙豪志的孫女。
九頭龍豪志
明莉的祖父。武战车队的老板兼监督。和轮堂（凛的祖母）、理查·帕克以及日向源治郎都是跑车比赛时期的旧友，受轮堂的委托照顾新加入车队的凛。据代监督神樂千登世讲，九头龙社长有很广的人脉，因此他经常会弄回先进的训练设备给凛等人使用。
Ami
配音：田村由香里
凛所在车队的通用AI人工智能。

## 製作人員
- 原作：HIGHSPEED Étoile Project
- 人物原案、人物設計：藤真拓哉
- 導演：元永慶太郎
- 劇本統籌：鴻野貴光
- 演出：元永庆太郎、作野贤一郎
- 音響監督：蝦名恭范
- 音樂：FirstCallMusic
- 監製：佐佐木裕路
- 動畫製作：studio A-CAT
- 製作：國王唱片、Good Smile Company、悠星
- 製作協力：SUPER FORMULA（日语：スーパーフォーミュラ）

## 主題曲
片頭曲《ADRENALIZED》
作詞、主唱：水樹奈奈，作曲、編曲：光增初
第1、2話作為片尾曲
片尾曲 
主唱：SCANDAL，作詞：TOMOMI，作曲、編曲：MAMI
第1、2話未使用。
插曲
《Stargazing》（第1話）
作詞：志村真白，作曲、編曲：光增初，主唱：Prima Stella（Akari（內田秀）＆Hikari（船戶百合繪））
《Beautiful Days》（第7話）
作詞、作曲、編曲：志村真白，主唱：Prima Stella（Akari（內田秀）＆Hikari（船戶百合繪））
《Night Pride》（第9話）
作詞、作曲、編曲：志村真白，主唱：Prima Stella（Akari（內田秀）＆Hikari（船戶百合繪））

## 各話列表
| 话数 | 日文标题 | 中文标题       | 剧本       | 分镜                 | 首播日期      |
| ---- | -------- | -------------- | ---------- | -------------------- | ------------- |
| 1    |          | 富士的天空之下 | 鸿野贵光   | 岩畑刚一             | 2024年 4月6日 |
| 2    |          | 出道！         | 鸿野贵光   | 岩畑刚一             | 4月13日       |
| 3    |          | 女王襲來       | 鸿野贵光   | 岩畑剛一、元永慶太郎 | 4月20日       |
| 4    |          | 王者來臨       | 待田堂子   | Bob白旗、元永庆太郎  | 4月27日       |
| 5    |          | 側耳傾聽       | 日暮茶坊   | 麻宫骑亚             | 5月4日        |
| 6    |          | 落後者         | 待田堂子   | 小寺胜之、元永庆太郎 | 5月11日       |
| 7    |          | 幸運女神       | 鴻野貴光   | 高田淳、元永慶太郎   | 5月18日       |
| 8    |          | 妳的駕駛       | 中村浩二郎 | 小寺胜之、元永庆太郎 | 5月25日       |
| 9    |          | 夜上海賽道     | 鴻野貴光   | 麻宮騎亞             | 6月1日        |
| 10   |          | 最快的盡頭     | 鈴木貴昭   | 小寺胜之、元永庆太郎 | 6月8日        |
| 11   |          | 決戰女王       | 鴻野貴光   | 岩畑剛一             | 6月15日       |
| 12   |          | 前方的景色     | 鴻野貴光   | 岩畑剛一             | 6月22日       |

## BD
| 卷數 | 發行日期       | 收錄話數        | 規格編號 |
| ---- | -------------- | --------------- | -------- |
| 1    | 2024年6月12日  | 第1話           | KIXA-975 |
| 2    | 2024年7月10日  | 第2話 - 第3話   | KIXA-976 |
| 3    | 2024年8月21日  | 第4話 - 第5話   | KIXA-977 |
| 4    | 2024年9月11日  | 第6話 - 第7話   | KIXA-978 |
| 5    | 2024年10月9日  | 第8話 - 第9話   | KIXA-979 |
| 6    | 2024年11月13日 | 第10話 - 第12話 | KIXA-980 |

## 迴響
評論員普遍對動畫評價負面，批評集中在角色塑造、劇情演出等方面。動畫自播映後，在巴哈姆特動畫瘋用戶評分不斷下降，到第四集播出後，跌至1.4分（5為滿分），遊戲角落編輯希洛認為，用戶評分的下跌趨勢其來有自，作品前四集劇情內容「莫名其妙」，女主角形象塑造不佳，動畫也沒有表現出賽車主題的「速度感」。希洛更表示動畫第一集就「枯燥乏味」，女主角連賽車規則都不懂就通過預賽，甚至被譽為能挑戰動畫的強大車手「King」，這些設定邏輯上根本說不通。巴哈姆特電玩資訊站特約編輯玻璃罐頭，稱讚動畫採用3D製作，「各物件的建模和動態其實都不差」。同時他批評敘事「太過平淡」和鏡頭語言不佳，無法表現出比賽的緊張感，角色也沒有代入感。角色的聲優演出內容不足，「根本來不及刻劃角色印象」。《澳門日報》編輯三原直言，該作是「本季爛片王」，他批評製作公司沒有把控動畫品質。Great Game評論員narumiku批評，動畫沒有吸取過去《極速方程式》等優秀競速作品的成功經驗，他認為動畫的表現如此令人失望，責任在於導演元永慶太郎。

## 外部連結
- 官方网站
- 極速星舞的X（前Twitter）
- 極速星舞（動畫）在動畫新聞網百科全書中的資料（英文）